# Phrudocentra eccentrica
Phrudocentra eccentrica là một loài bướm đêm trong họ Geometridae.